# Lethem
Lethem is een stad in Guyana die de grens vormt met Brazilië. Gescheiden van Bonfim, vormt Roraima, alleen door de rivier de Takutu. Het is de hoofdstad van regio 9 van Guyana, Upper Essequibo-Upper Tacutu, met een geschatte bevolking van 1.702 mensen (2012).
Lethem heeft verschillende handelszaken die schoenen, fietsen, shirts en andere artikelen distribueren; ze worden vooral bezocht door Brazilianen die merchandise vaak meenemen naar Manaus, Boa Vista, Pacaraima en Santa Elena de Uairén
Het jaarlijkse rodeo in het paasweekend is het belangrijkste evenement van de stad.

## Geschiedenis
De stad is vernoemd naar de vorige gouverneur van Brits-Guyana, Sir Gordon James Lethem, die regeerde in de jaren 1946 en 1947.
In het verleden maakte het gebied waar Lethem zich nu bevindt deel uit van wat vroeger Pirara heette, een regio die oorspronkelijk aan Brazilië toebehoorde en door Engeland werd geannexeerd na een geschil genaamd Questão do Pirara, gearbitreerd door koning Victor Emanuel III.
Momenteel wordt het gebied ten westen van de Essequibo-rivier, inclusief Lethem, geclaimd door Venezuela, dat historische rechten claimt op wat het Guyana Essequiba noemt.

## Geografie

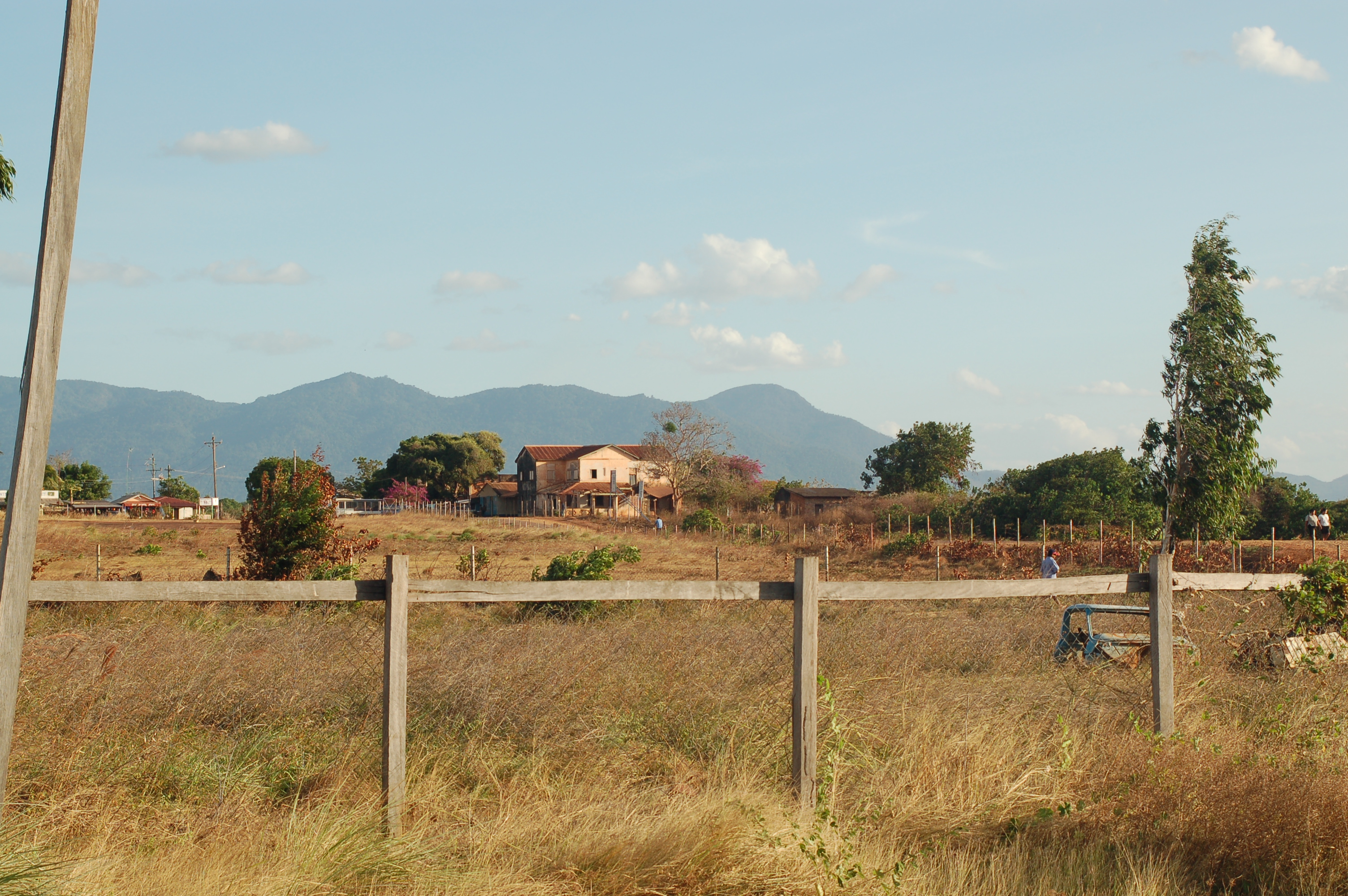
Een gebied nabij de luchthaven

Lethem is gelegen aan de oevers van de Takutu rivier, die grenst aan Brazilië. Aan de overkant van de rivier ligt de stad Bonfim, in de staat Roraima.
Lethem, gelegen in de regio Guyana Plateau, is een kleine grensstad die dient als uitvalsbasis voor reizigers naar zowel de hoofdstad Georgetown als Boa Vista.
Het bevindt zich ongeveer 100 meter boven zeeniveau. De stad heeft een grenspost, waardoor immigranten legaal Guyana kunnen binnenkomen.

## Vervoer

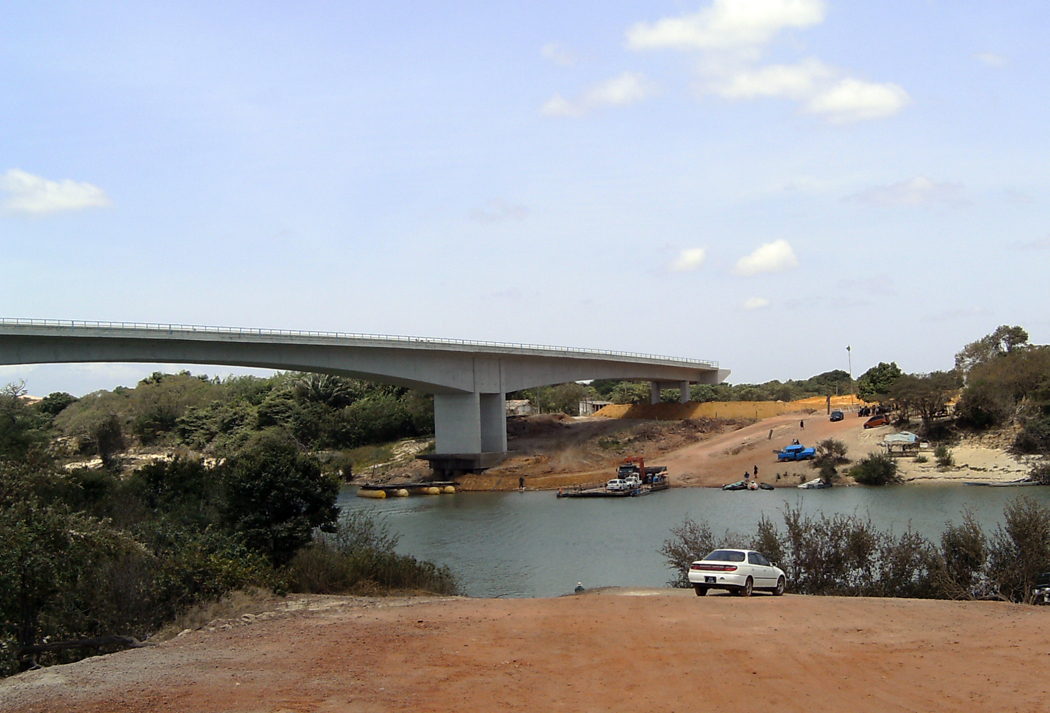
De Takutubrug

De stad Lethem heeft praktisch geen verharde wegen; de meeste staan onder water in de regenseizoenen (juni tot september). Het openbaar vervoer kent geen lijndiensten: wel rijden er taxi's door de stad.
De Takutubrug, die de twee landen verbindt, werd op 14 september 2009 ingehuldigd door de Braziliaanse president Luiz Inácio Lula da Silva. De brug is 230 meter lang. De Braziliaanse overheid heeft in totaal G$ 21,9 miljoen geïnvesteerd.
Lethem kan ook worden bereikt via de luchthaven Lethem waar reguliere vluchten plaatsvinden van en naar Eugene F. Correia, Georgetown.

## Demografie
De bevolking van Guyana is gevarieerd en omvat inheemse indianen die afkomstig zijn van 9 oorspronkelijke stammen in de savannes. Er is een mix van Caribisch en Afrikaans erfgoed. Er wonen maar weinig blanke mensen van Angelsaksische afkomst in Guyana, en de meesten bezoeken de savannes of het regenwoud voor wetenschappelijk onderzoek of bezoeken christelijke zendingscampagnes. De taal is een Engels Caribisch Creools. Portugees wordt ook gesproken, voornamelijk door Brazilianen, naast de vele dialecten van Indiaanse stammen.
Volgens de volkstelling van 2012 had het 1.702 inwoners.
| Gegevens  | Ambtenaren | Professionals en technici | geestelijken | Commerce en Services | Aan. landbouw | Aan. industrieel | Occup. elementalen | S/D | Totaal |
| --------- | ---------- | ------------------------- | ------------ | -------------------- | ------------- | ---------------- | ------------------ | --- | ------ |
| Bevolking | 50         | 70                        | 32           | 151                  | 14            | 56               | 66                 | 294 | 1178   |

Aishalton · Dadanawa Ranch · Kanashen · Karasabai · Lethem · Nappi · St. Ignatius